# George Stuart White
Sir George Stuart White (Portstewart, 4 luglio 1835 – Londra, 24 giugno 1912) è stato un militare britannico.
Ufficiale valoroso, insignito delle più alte decorazioni militari, fu attivo soprattutto in molte campagne di guerra in India dove tenne anche per un periodo il comando supremo dell'Esercito britannico.
Nell'ultima parte della sua carriera assunse il comando della forza campale stanziata in Natal all'inizio della seconda guerra boera ma subì alcune gravi sconfitte e venne assediato con le sue truppe all'interno della città di Ladysmith. Nonostante i gravi errori iniziali, riuscì a resistere all'assedio per oltre tre mesi fino all'arrivo delle forze di soccorso.

## Biografia

### Primi anni
George Stuart White nacque nel Rock Castle a Portstewart, nel Londonderry in Irlanda. Era figlio di James Robert White, di Whitehall, Broughshane, nella contea di Antrim, e di sua moglie Frances Ann Stewart, figlia a sua volta di George Stewart, chirurgo generale delle forze inglesi in Irlanda. Fu educato al King William's College dell'Isola di Man e alla  Bromsgrove School di Worcestershire. Dopo aver frequentato con successo la Reale accademia militare di Sandhurst fu assegnato al Royal Inniskilling Fusiliers.

### Carriera militare
Appena entrato nell'esercito ebbe le sue prime esperienze militari in India nel corso dei moti indiani del 1857.
Nel 1879 lasciò l'India per prendere parte alla seconda guerra anglo-afghana nel reggimento The Gordon Highlanders, in cui si contraddistinse sul campo di battaglia per il suo coraggio e la sua intelligenza tattica. Terminata la guerra ricevette a soli 44 anni di età la Victoria Cross, ovvero la maggiore onorificenza militare del Regno Unito.
Nel 1881 divenne comandante del reggimento The Gordon Highlanders e cinque anni dopo prese parte alla terza guerra anglo-birmana fornendo un apporto decisivo alla vittoria dell'Impero Britannico e all'annessione della Birmania. In seguito alle sue imprese in Birmania ricevette il titolo di cavaliere. Strettamente legato al generale Frederick Roberts ed alla sua cerchia di ufficiali della cosiddetta "fazione Indiana", nel 1893 divenne comandante in capo delle armate britanniche in India e conservò l'incarico fino al 1898.
Dopo aver assunto importanti incarichi amministrativi al ministero della Guerra a Londra, nel settembre 1899 venne inviato in Sudafrica come comandante della forza campale incaricata di difendere il Natal in caso di invasione boera. All'inizio della seconda guerra boera White fu messo in grave difficoltà e dimostrò insufficiente capacità di comando e scarsa abilità tattica; dopo la grave sconfitta nella battaglia di Ladysmith, egli venne assediato con gran parte della sua forza campale, oltre 13.000 soldati, all'interno di Ladysmith. L'assedio di Ladysmith sarebbe continuato per oltre cento giorni dal 2 novembre 1899 al 28 febbraio 1900; il generale White, coadiuvato da alcuni abili ufficiali, tra cui i generali Archibald Hunter e Ian Hamilton e il colonnello Henry Rawlinson, riuscì a difendere la città e, nonostante il forte logoramento dei soldati, gli attacchi boeri e il continuo cannoneggiamento, l'assedio terminò con la liberazione finale della guarnigione.

### Ultimi anni
Terminata la guerra in Sudafrica venne nominato Governatore di Gibilterra nel 1900 e a coronamento della carriera militare raggiunse il massimo grado militare britannico (maresciallo di campo) nel 1903. L'anno successivo alla nomina lasciò la carica di Governatore e si ritirò a vita privata, morirà al Royal Hospital Chelsea di Londra il 24 giugno 1912 all'età di 76 anni.

## Famiglia
Durante il primo periodo in India conobbe la sua futura moglie: Amelia Baly, figlia di Joseph baly Arcidiacono di Calcutta. La coppia avrà 5 figli tra cui Jack. Jack inizialmente emulò le gesta del padre prestando servizio nel British Army, ma in seguito divenne un convinto repubblicano sostenitore dell'indipendenza dell'Irlanda e fondò l'Irish Citizens Army insieme a James Connolly e James Larkin.

## Commemorazioni
Una statua di White è situata a Portland Place, Londra. White fu sepolto a Broughshane, un villaggio della Contea di Antrim nell'Irlanda del Nord.
La sua Victoria Cross è esposta al Gordon Highlanders Museum di Aberdeen.